# Let Me Go (canción de 3 Doors Down)
«Let Me Go» es una canción de la banda de rock alternativo estadonidense 3 Doors Down, lanzado a través de Universal Records el 22 de noviembre de 2004 como el primer sencillo de su tercer álbum de estudio Seventeen Days (2005). El sencillo alcanzó el número 14 en las listas Billboard Hot 100 y Modern Rock Tracks de los Estados Unidos y el número 6 en la lista de Billboard Mainstream Rock Tracks.

## Letra
Según el cantante Brad Arnold, "Let Me Go" fue escrita originalmente para la banda sonora de Spider-Man 2, pero no terminó en la banda sonora de la película. Arnold explicó que "nos gustó tanto que la guardamos para nosotros". Arnold quería quedarse con la canción "porque también tenía un significado personal para mí". En cuanto a la letra, "Let Me Go" es una canción sobre una ruptura.

## Video musical
El video musical fue dirigido por Wayne Isham y presenta a los actores Jodi Lyn O'Keefe y Jesse Metcalfe como dos jóvenes estudiantes de secundaria cuya relación parece ser la ideal, pero que pronto se rompe por un secreto devastador. Jodi parece no ser nada más que el tipo estadounidense promedio en la superficie, pero su trabajo nocturno secreto como stripper en un club de striptease llamado Jumbo's Clown Room muestra un lado diferente. Jesse, al darse cuenta de esto, actúa con frialdad y finalmente se separa de ella. El resto del video muestra a ambos mostrando remordimiento por esta decisión apresurada. Al final, Jesse descubre que los esfuerzos nocturnos de Jodi solo se estaban utilizando para apoyar su secreto final: su pequeña hija. A lo largo del clip, se ve a la banda tocando en una calle lluviosa de la ciudad iluminada con varias luces de fondo. En una entrevista con 3 Doors Down, se reveló que una idea posterior fue que Jodi odiaba ser stripper.

## Lista de canciones
Promo CD
1. "Let Me Go" (versión rock) – 4:00
2. "Let Me Go" (alternate versión) – 4:00

UK 7-inch single
A. "Let Me Go" (versión rock) – 4:00
B. "Be Somebody" (acústico) – 3:18
Sencillo (Edición australiano)
1. "Let Me Go" – 4:00
2. "Be Somebody" (acústico) – 3:18
3. "Kryptonite" (en vivo) – 4:14
4. "That Smell" (en vivo) – 6:01

## Posicionamiento en lista
| Lista (2005)                            | Posición |
| --------------------------------------- | -------- |
| Alemania (Offizielle Deutsche Charts)   | 55       |
| Australia (ARIA)                        | 55       |
| Austria (Ö3 Austria Top 40)             | 46       |
| Canada CHR/Pop Top 30 (Radio & Records) | 7        |
| Canada Hot AC Top 30 (Radio & Records)  | 2        |
| Escocia (Scottish Singles Sales Chart)  | 86       |
| Estados Unidos (Billboard Hot 100)      | 14       |
| Estados Unidos (Adult Top 40)           | 3        |
| Estados Unidos (Alternative Airplay)    | 14       |
| Estados Unidos (Mainstream Rock)        | 6        |
| Estados Unidos (Mainstream Top 40)      | 2        |
| Greece (IFPI)                           | 37       |
| Países Bajos (Dutch Top 40)             | 18       |
| Países Bajos (Mega Single Top 100)      | 50       |
| UK Singles (OCC)                        | 133      |
| Suecia (Sverigetopplistan)              | 16       |